# Jacques Roettiers
Jacques Roettiers (20 de agosto de 1707-17 de mayo de 1784) fue un grabador famoso en Inglaterra y Francia, y uno de los más célebres orfebres y plateros de París de la época.

## Datos biográficos
Roettiers nació en Saint-Germain-en-Laye, cerca de París, hijo de Norbert Roettiers (1665-1727) y Winifred Clarke, sobrina de John Churchill, duque de Marlborough. Como Roettiers, nació en una distinguida familia de medallistas, grabadores y orfebres. Roettiers estudió dibujo y escultura en la Academia Real de Pintura y Escultura, ganando un premio de pensionnaire du Roi en la Academia de Francia en Roma. En su lugar se quedó en París para aprender el grabado de medallas y en 1732 se trasladó a Londres. Allí fue nombrado grabador en la Casa de la Moneda Real.
Volvió a París en 1733, sin embargo, donde se convirtió en maestro y diseñó un servicio integral para Luis, Delfín de Francia, hijo de Luis XV de Francia. Ese mismo año se casó con la hija de Nicolas Besnier, orfebre del Rey, de dieciséis años de edad. En 1736 creó tal vez su mejor obra para Luis Enrique, duque de Borbón (1692-1740): un surtout de table en estilo rococó de plata que representa una escena de caza (actualmente en el Louvre ). Cuando Besnier murió en 1737, Roettiers tomó su puesto. Su trabajo resultó muy de moda, y una fuente de riqueza y honores. En 1772 se convirtió en compañero y un año más tarde fue admitido en la Academia de pintura y de escultura. Se retiró en 1774, y murió en París en 1784.
Ejemplos del trabajo Roettiers se pueden encontrar en el Louvre y el Museo Británico. Su hijo, Jacques-Nicolas Roettiers (1736-1788) fue también un célebre orfebre y platero

## Obras
Entre las mejores y más conocidas obras de Jacques Roettiers se incluyen las siguientes:
- Surtout de table, escena de caza 1736,, de estilo rococó, para Louis-Henri de Bourbon, prince de Condé.
- Retrato de Locke
- Retrato de Isaac Newton, 1739, de perfil.[2]
- Un vaso, plata grabada[3]
- Dos azucareros, representa a un leñador con un fardo sobre los hombros cada una, en plata, realizado en 1730-1740,[4]
- Recipiente con plato, para Catalina II de Rusia, del llamado servicio Orloff.  (enlace roto disponible en Internet Archive; véase el historial, la primera versión y la última). Plata, realizado en 1770-71, con Jacques-Nicolas Röettiers. estilo Neoclásico[5]

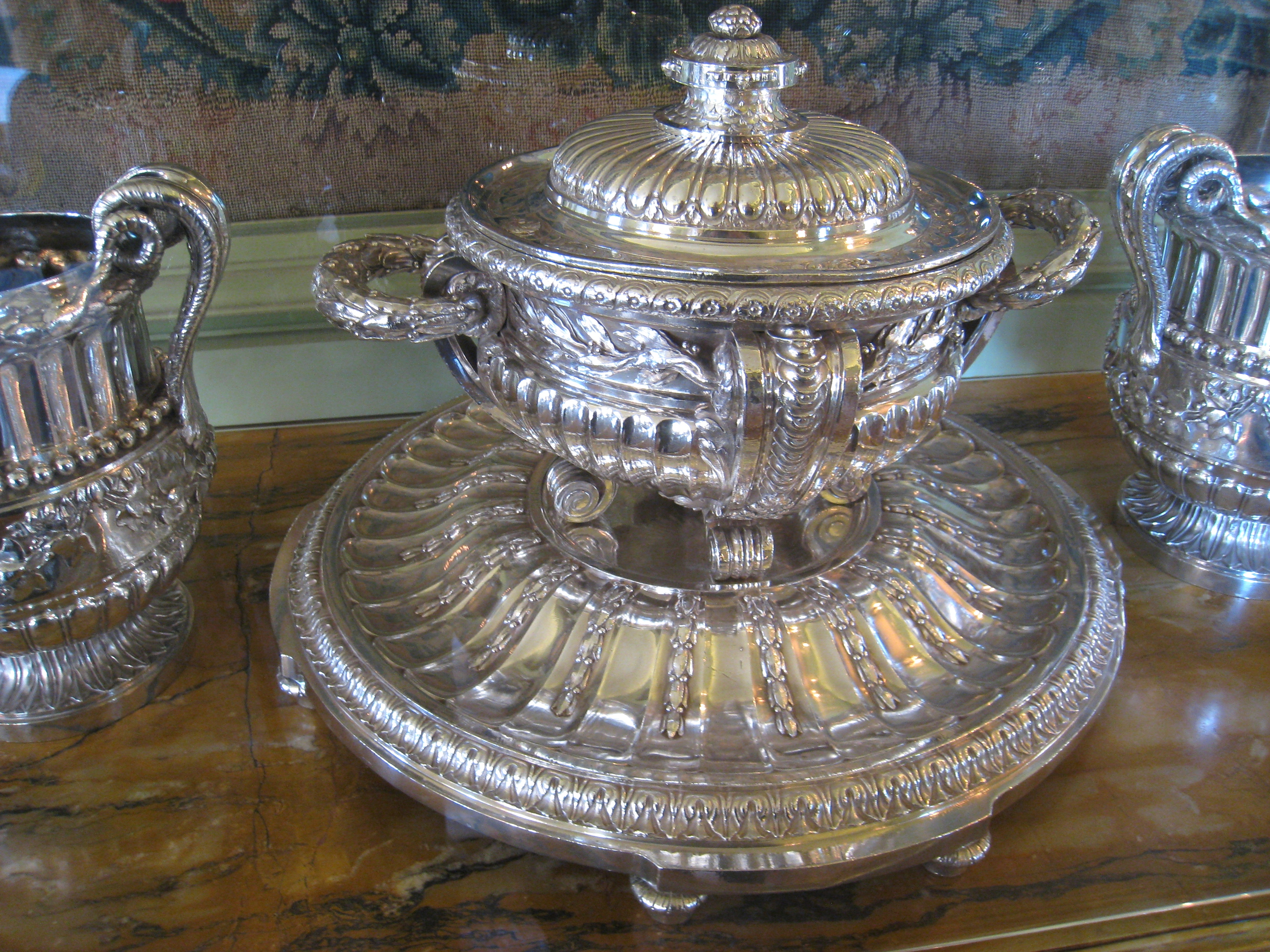
Piezas del servicio Orloff. en el museo Nissim de Camondo.